# RICAIP
RICAIP je Výzkumné a inovační centrum pro vyspělou průmyslovou výrobu, zkratka anglického názvu Research and Innovation Centre on Advanced Industrial Production. Je to česko-německá platforma, která podporuje výzkumnou kapacitu ČVUT v Praze a VUT v Brně. Projekt je financován z programu Evropské unie Horizon 2020.

## O projektu
Cílem fáze 1 projektu RICAIP financovaného EU bylo napsat přihlášku projektu RICAIP, který by v případě úspěchu běžel jako RICAIP, fáze 2.
Cílem fáze 2 je povýšení zapojených institucí z centra excelence (CoE) na vnitrostátní úrovni na CoE evropského rozsahu se specializací na umělou inteligenci a průmyslovou robotiku pro technologicky vyspělou průmyslovou výrobu. Projekt vytvoří a vyvine distribuovaný softwarový testbed zaměřený na akademické a průmyslové požadavky.
Cílem výzkumu, vývoje a experimentálních prací kolem testbedu je vybudovat geograficky distribuovabnou infrastrukturu pro rychlý vývoj nových výrobních linek a zkrácení doby jejich náběhu. Tento přístup byl uplatněn při vývoji respirátoru proti pandemii covidu-19.
Zakládajícími partnery byla střediska CIIRC ČVUT spolu s CEITEC VUT v Brně a DFKI a ZeMA z německého Saarbrückenu. Právně je RICAIP zřízeno jako nové autonomní středisko na ČVUT, které spadá pod vědeckého ředitele v organizační struktuře ČVUT CIIRC.
RICAIP je součástí panevropských sítí pro umělou inteligenci CLAIRE (Konfederace laboratoří pro výzkum umělé inteligence) a ELLIS.

## Financování
9/2017 - 8/2018Projekt získal finanční prostředky z výzkumného a inovačního programu Evropské unie Horizont 2020 ve výši 399 500 Euro.
9/2019 - 2/2026Projekt získal finanční prostředky z výzkumného a inovačního programu Evropské unie Horizont 2020 ve výši 14 986 000 Euro.
od 2019Projekt získal prostředky z výzvy OP VVV Teaming ve výši téměř 35 mil. €.
Významná část kapacity centra RICAIP má přispět k modernizaci českých malých a středních firem.

## Milníky
26. 9. 2019otevření nového centra RICAIP